# Diboké
Diboké est une ville située à l'ouest de la Côte d'Ivoire, et appartenant au département de Bloléquin, dans la Région du Cavally. La localité de Diboké est un chef-lieu de commune et de sous-préfecture .